# 丸ヨ建設工業
丸ヨ建設工業株式会社（まるよけんせつこうぎょう、英: MARUYO CONSTRUCTION CO.,LTD.）は、愛知県岡崎市に本社、名古屋市南区に支店を置く総合建設会社（ゼネコン）。

## 概要
1921年5月に創業した総合建設会社。
近年では、工場・倉庫の「鉄骨建設」、病院・クリニック・福祉施設の「医療建設」に力を入れており、愛知県内では多くの受注・施工実績がある。

## 沿革
- 1921年（大正10年）5月1日 初代蒲野三代松が岡崎市柱町字北屋敷25番地にて、製材業および建築請負業を創業[1]。
- 1948年（昭和23年）9月1日 丸ヨ建設工業株式会社に組織を変更
- 1969年（昭和44年）6月27日 岡崎市戸崎町字郷畔20番地に本社を移転。
- 1973年（昭和48年）8月10日 名古屋市南区本地通3丁目9番地1に名古屋支店開設。
- 2001年（平成13年）7月 ISO9001認証を取得。
- 2010年（平成22年）10月 ISO14001認証を取得。
- 2020年（令和2年）11月 本社社屋をリニューアル。100周年に向け制度や環境整備[2]。

## 事業所
- 岡崎本社 （愛知県岡崎市戸崎町）
- 名古屋支店 （愛知県名古屋市南区）

## 事業内容
丸ヨ建設工業は、岡崎市・名古屋市を中心とする愛知県内において、工場・倉庫の「鉄骨建設」、病院・クリニック・福祉施設の「医療建設」を主に建設している。
高級注文住宅建築、マンション・アパートなど集合住宅の高層建設、オフィス・店舗などビル建設、公共施設、寺社建築を行っている建設会社である。
土地の仲介・売買の不動産業も行っている。

## 受賞歴

### 岡崎市優良工事施工業者賞
- 2016年　岡崎市民病院救急棟

### 愛知県岡崎市景観賞
- 1999年　美容室セリオ竜美ヶ丘店
- 2001年　デザイン事務所ループル
- 2005年　美容室セリオ竜美ヶ丘店
- 2007年　賃貸事務所企図ビル
- 2007年　渡辺邸

### イナックスデザインコンテスト
第27回『エクステリア空間・部門賞』受賞
- 2007年　「T-House」

### 木材利用優良施設
平成27年度『木材利用推進中央協議会会長賞』受賞
- 2015年　がんセンター愛知病院「地域緩和ケアセンター」

### 日本漆喰協会作品賞
第10回作品賞。
- 2015年　愛知産業大学「男女トイレ改修工事」